# Alexander Iwanowitsch Tatischtschew

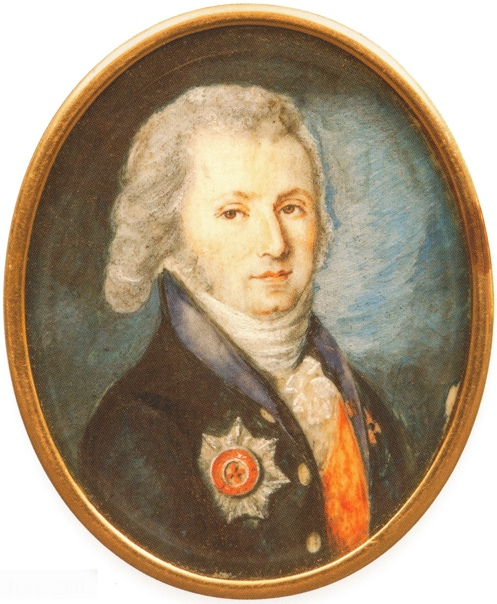
Alexander Iwanowitsch Tatischtschew

Alexander Iwanowitsch Tatischtschew (russisch Александр Иванович Татищев / Aleksandr Ivanovič Tatiščev; * 28. Julijul. / 8. August 1763greg. in einem Dorf im Landkreis Rylsk; † 5. Junijul. / 17. Juni 1833greg.) war ein russischer General und Staatsmann.
Alexander, Sohn des Adelsmarschalls Hauptmann Iwan Alexejewitsch Tatischtschew (1738–1786), trat nach der Erziehung durch Hauslehrer im Januar 1774 als Wachtmeister in das 4. Jekaterinoslawer Dragonerregiment ein. Im September 1776 Kornett, im September 1779 Leutnant, im März 1784 Rittmeister, im Juni 1787 Major secundus, nahm er 1788 mit seinem Regiment während des Russisch-Österreichischen Türkenkrieges am Sturm auf die Festung Otschakow teil und wurde 1790 Major. 1792 zog Tatischtschew in den Russisch-Polnischen Krieg. Als Oberstleutnant trat er 1793 in das Poltawaer Regiment Leichte Kavallerie ein und wurde im Februar 1795 Unterstallmeister im Gefolge der Großherzöge Alexander und Konstantin.
Anlässlich der Thronbesteigung Pauls I. im November 1796 wurde Alexander Tatischtschew Oberst. Im Oktober 1797 wurde er Staatsrat, am 9. Juli 1798 Wirklicher Staatsrat (Beamter 4. Klasse) und im Juni 1801 Generalmajor. Bis 1807 war er in der Verwaltung tätig. Der Moskauer Adel hatte ihn zum Chef der Miliz gewählt. Am 2. März 1808 ernannte ihn Alexander I. zum Generalkriegskommissar. Im August 1811 wurde Tatischtschew zum Generalleutnant befördert. Als Kriegskommissar befasste er sich in den folgenden Kriegsjahren und danach vorrangig mit Logistik, Versorgung, Materialwirtschaft und Finanzierung innerhalb der Streitkräfte. Von 1823 bis 1827 war Tatischtschew Kriegsminister. Ebenfalls 1823 wurde er Senator und Mitglied des Staatsrates.
Im Januar 1826 stand Tatischtschew der Untersuchungskommission im Prozess gegen die Dekabristen vor. 
Anlässlich der Thronbesteigung Nikolaus’ I. im Sommer 1826 wurde Alexander Tatischtschew in den Grafenstand erhoben.
Die Ehe mit Warwara Alexandrowna Butkewitsch (1776–1853), Tochter eines Kommandeurs des Belosersker Regiments, blieb kinderlos.

## Ehrungen
- Alexander-Newski-Orden
- Orden des Heiligen Wladimir
- Russischer Orden der Heiligen Anna